# Damien Tixier
Damien Tixier (Nimes, Francia, 23 de junio de 1980) es un exfutbolista francés. Jugaba de defensa lateral izquierdo.

## Clubes
| Club                 | País     | Año       |
| -------------------- | -------- | --------- |
| Naval 1 de Maio      | Portugal | 2000-2002 |
| Académica de Coimbra | Portugal | 2002-2005 |
| UD Leiria            | Portugal | 2005-2007 |
| Racing de Lens       | Francia  | 2007      |
| Le Havre AC          | Francia  | 2007-2009 |
| Neuchâtel Xamax FC   | Suiza    | 2009-2010 |
| FC Nantes            | Francia  | 2010-2012 |
| ES Uzès Pont du Gard | Francia  | 2013-2014 |
| AS Montaren          | Francia  | 2014-2015 |